# Henry Johansen
Henry Johansen (Oslo, 21 luglio 1904 – Oslo, 29 maggio 1988) è stato un calciatore norvegese, di ruolo portiere.

## Carriera

### Giocatore

#### Club
Giocò per l'intera carriera con la maglia del Vålerenga. Si guadagnò il soprannome Tippen.

#### Nazionale
Johansen giocò 48 incontri per la Norvegia. Debuttò il 10 ottobre 1926, nella sconfitta per quattro a tre contro la Polonia. Fece parte della squadra che vinse il bronzo olimpico a Berlino 1936 e partecipò al campionato del mondo 1938.

### Allenatore
Diventò tecnico del Vålerenga in due distinte occasioni, prima nel 1944 e poi nel 1949.

## Altri sport
Johansen fu attivo anche nel salto con gli sci, venendo premiato con lo Egebergs Ærespris nel 1938. Praticò anche bandy e hockey su ghiaccio.